# Іслам у Мексиці
Іслам у Мексиці становить меншість проти християнства, оскільки країна є переважно християнською. Через світський характер держави, встановлений конституцією Мексики, мусульмани можуть вільно проповідувати та зводити храми в країні.
За переписом 2020 року мусульманська громада налічувала 7982 особи. За даними SEGOB, майже половина мусульман країни зосереджена в Мехіко та штаті Мехіко, а 170 — у штаті Чіапас. Це не включає кілька сотень мусульманського населення Ахмадія, що проживає в штаті Чіапас, більшість з яких є наверненими індіанцями.

## Організації
Сьогодні більшість мексиканських ісламських організацій зосереджуються на низовій місіонерській діяльності, яка є найбільш ефективною на рівні громади. Centro Cultural Islamico de México (CCIM), сунітська організація, яку очолює Омар Вестон, мексиканець британського походження, який прийняв іслам, активно працює в кількох великих містах північної та центральної Мексики. У штаті Морелос CCIM побудував молитовний зал і центр для відпочинку, навчання та конференцій під назвою Dar as Salaam, де також працює готель Oasis, готель, який пропонує халяльний відпочинок для мандрівників-мусульман і розміщення для немусульман, які симпатизують Ісламу. Ця група була предметом дослідження, проведеного британським антропологом Марком Ліндлі-Хайфілдом з кафедри антропології Університету Абердіна. Окрім CCIM, у Мехіко є відділення суфійського ордену Нур Ашкі Джеррахі, який часто суперечить традиціоналістській мусульманській громаді та очолюється двома жінками, Шейхою Фатімою Фаріхою та Шейхою Аміною Теслімою.
Існує також невелика салафітська організація (Centro Salafi de México), яку очолює Мухаммед Абдулла Руїз (колишній заступник Вестона), і освітній центр, яким керують переважно мусульмани з Єгипту та Близького Сходу. Спочатку CCIM, який очолював Мухаммад Руїс, був закритий, доки він не відновився в 1998 році завдяки підтримці посольства Саудівської Аравії, потім, починаючи з книги 2011 року, яка містила заяву Мухаммада Руїса, він стверджував, що активних членів у Мехіко становить близько 200 членів, половина з яких є наверненими в Мексику. Це число не включає суфіїв, мусульман з інших організацій і непрактикуючих.
Мухаммад Руїс Аль Мексікі, генеральний директор салафійського центру Мексики (CSM), вважає, що в 2015 році в Мексиці проживало близько 10 000 мусульман.